# Konstante Garbe
Eine konstante Garbe ist im mathematischen Teilgebiet der Garbentheorie die Vergarbung einer konstanten Prägarbe, welche allen offenen Mengen die gleiche Struktur zuordnet und für welche alle Restriktionsabbildungen jeweils Identitäten sind. Eine Vergarbung ist notwendig, da die konstante Prägarbe nicht unbedingt das Lokalitätsaxiom einer Garbe erfüllen muss, da die leere Menge von einer leeren Menge an offenen Mengen überdeckt wird.

## Definition
Sei {\displaystyle {\mathcal {A}}} eine (häufig abelsche) Kategorie und {\displaystyle A\in \operatorname {Ob} {\mathcal {A}}} ein Objekt. Sei {\displaystyle X} ein topologischer Raum, dann ist die konstante Prägarbe {\displaystyle {\underline {A}}_{X}} (oder kurz {\displaystyle {\underline {A}}}) gegeben durch:
{\displaystyle {\underline {A}}_{X}(U)=\Gamma (U,{\underline {A}}_{X})=A}
für alle offenen Mengen {\displaystyle U\subseteq X}.

## Eigenschaften
- Für einen CW-Komplex oder eine topologische Mannigfaltigkeit {\displaystyle X} sowie eine abelsche Gruppe {\displaystyle A} ist die Garbenkohomologie mit Koeffizienten in der konstanten Garbe genau die singuläre Kohomologie:
{\displaystyle H^{n}(X,{\underline {A}}_{X})\cong H_{\mathrm {sing} }^{n}(X,A).}
- Für einen Situs {\displaystyle {\mathcal {C}}} ist die Zuordnung der konstanten Garbe ein Funktor {\displaystyle \operatorname {const} \colon \mathbf {Set} \rightarrow \mathbf {Sh} ({\mathcal {C}})}, welcher linksadjungiert zum Funktor {\displaystyle \Gamma \colon \mathbf {Sh} ({\mathcal {C}})\rightarrow \mathbf {Set} } der globalen Schnitte ist. Dadurch bilden beide zusammen einen geometrischen Morphismus zwischen Topoi. Ist {\displaystyle {\mathcal {C}}} lokal zusammenhängend, dann ist {\displaystyle \mathbf {Sh} ({\mathcal {C}})} ebenfalls lokal zusammenhängend und {\displaystyle \operatorname {const} \colon \mathbf {Set} \rightarrow \mathbf {Sh} ({\mathcal {C}})} hat selbst einen linksadjungierten Funktor, nämlich den Funktor {\displaystyle \pi _{0}\colon \mathbf {Sh} ({\mathcal {C}})\rightarrow \mathbf {Set} } der Zusammenhangskomponenten.[2]

## Beispiele
Mit der Garbe {\displaystyle {\mathcal {O}}} der holomorphen Funktionen und der Garbe {\displaystyle {\mathcal {O}}^{*}} der nicht verschwindenden holomorphen Funktionen ist die Exponentialfunktion ein Garbenmorphismus {\displaystyle \exp \colon {\mathcal {O}}\rightarrow {\mathcal {O}}^{*}}, deren Kern genau die konstante Prägarbe {\displaystyle {\underline {\mathbb {Z} }}} ist. Kerne von Garbenmorphismen müssen nicht unbedingt wieder Garben sein, sind aber stets Prägarben, weshalb die Vergarbung notwendig ist.